# Кимешек
Кимешек (каз. кимешек) или елечек (кирг. элечек) је традиционално покривало за главу удатих жена са децом у Казахстану, Каракалпакији (аутономној покрајини у Узбекистану) и Киргистану. Кимешек носе и Јеврејке из централне Азије. Узбекистанке и Таџикистанке носе сличну капу која се зове lachak. Кимешек је од белог платна, а ивица је пуна шара. Кимешек може имати различите дизајне и боје на основу друштвеног статуса, старости, и породице корисника.
У Каракалпакији постоје две различите врсте кимешека, као и у Казахстану, само удате жене носе кимешек. Црвени кимешек, или qızıl kiymeshek, носи млађа удата жена. Девојка која се спрема за удају сама прави кимешек. Како жена постаје зрелија, уместо тога носи бели aq kiymeshek. Међутим, она задржава црвени кимешек. Кимешек се сматрао веома важним; било је табу поклонити га.

## Упис на Унескову листу нематеријалног културног наслеђа
Кимешек  је уписан 2023. године на Репрезентативну листу нематеријалног културног наслеђа човечанства.
Кимешек или елечек је традиционално женско покривало за главу које се састоји од капе за косу и веома дугачког комада беле тканине која се омотава око главе попут турбана и украшава везом, тракама и накитом. Ова пракса је саставни део традиционалне церемоније венчања у Киргистану. Ритуал умотавања невестиног првог елечека одвија се у кући њене породице пре него што она оде са младожењом.  Удата жена може носити кимашек у значајним приликама, мењајући у складу са тим његове стилове. Многе заједнице су развиле сопствене стилове и ритуале, а стилови који се користе могу указивати на старост особе и њен друштвени и брачни статус. Последњих година, групе жена почеле су да преносе знање и вештине на нове начине, укључујући радионице, онлајн видео предавања и сарадњу са локалним научницима и истраживачима. Елечек доприноси заједничком културном идентитету, јачању међугенерацијских веза и промовисању солидарности и оснаживања.